# سهراب أباد (قشلاق الجنوبي)
سهراب أباد (بالفارسية: سهراب‌آباد) هي منطقة سكنية تقع في إيران في قسم قشلاق الجنوبي الريفي (مقاطعة بيله سوار). يقدر عدد سكانها بـ 67 نسمة .